# نيفيل سميث (لاعب دوري الرغبي)
نيفيل سميث (بالإنجليزية: Neville Smith)‏ هو لاعب دوري الرغبي أسترالي، ولد في 13 ديسمبر 1915 في أورانج في أستراليا، وتوفي في 5 يونيو 1979 في Allawah, New South Wales ‏ في أستراليا.